# Kratié (thị xã)
Kratié là tỉnh lỵ của tỉnh Kratié ở miền đông Campuchia. Đây là một thị xã nhỏ với dân số khoảng 13.000 và nằm trên bờ sông Mekong. Kratié còn khá nhiều các khu nhà có kiến trúc thời Pháp còn lại, nằm xen lẩn các kiến trúc hiện đại. Tiếng Việt gọi thị trấn này là Cần Ché.
Kratié được mô tả là một đô thị đẹp như tranh vẽ, với những hòn cù lao trải dài cát trắng trên sông Mekong. Đoạn sông phía bắc thị xã là một ngôi nhà trú ẩn của loài cá heo Irrawaddy có nguy cơ tuyệt chủng. Nơi đây và những con cá heo là địa điểm thu hút khách du lịch chủ yếu.
Một cuộc khảo sát tiến hành năm 2007 bởi Dự án Bảo tồn cá heo Mekong ở Campuchia (CMDCP), một dự án hợp tác giữa WWF, Hội Bảo tồn Thiên nhiên Thế giới, Quản lý Nghề cá và Nhóm phát triển nông thôn Campuchia (CRDT), ước tính có từ 66 đến 86 cá thể cá heo còn lại trên sông Mekong thuộc khu vực này.

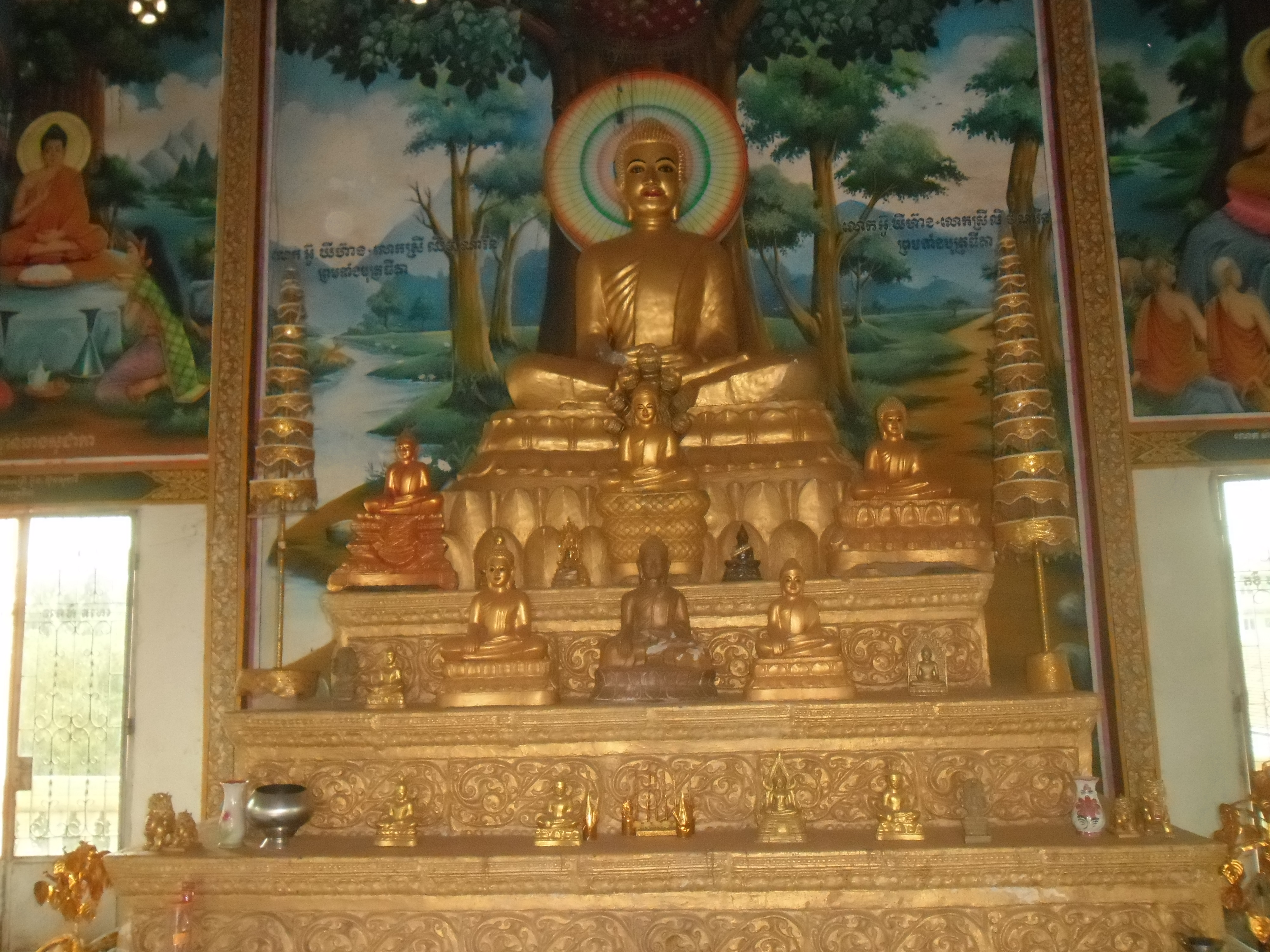
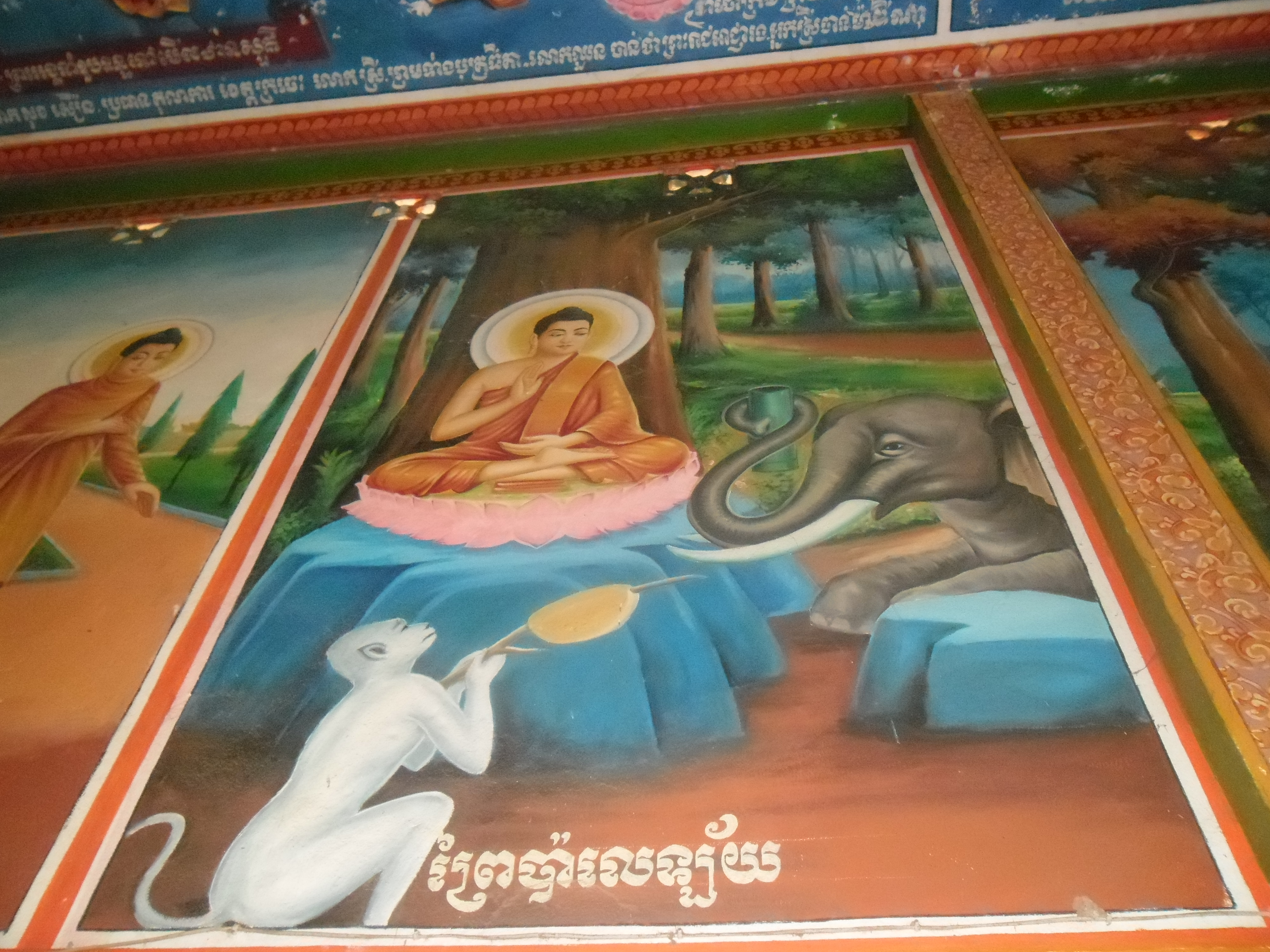
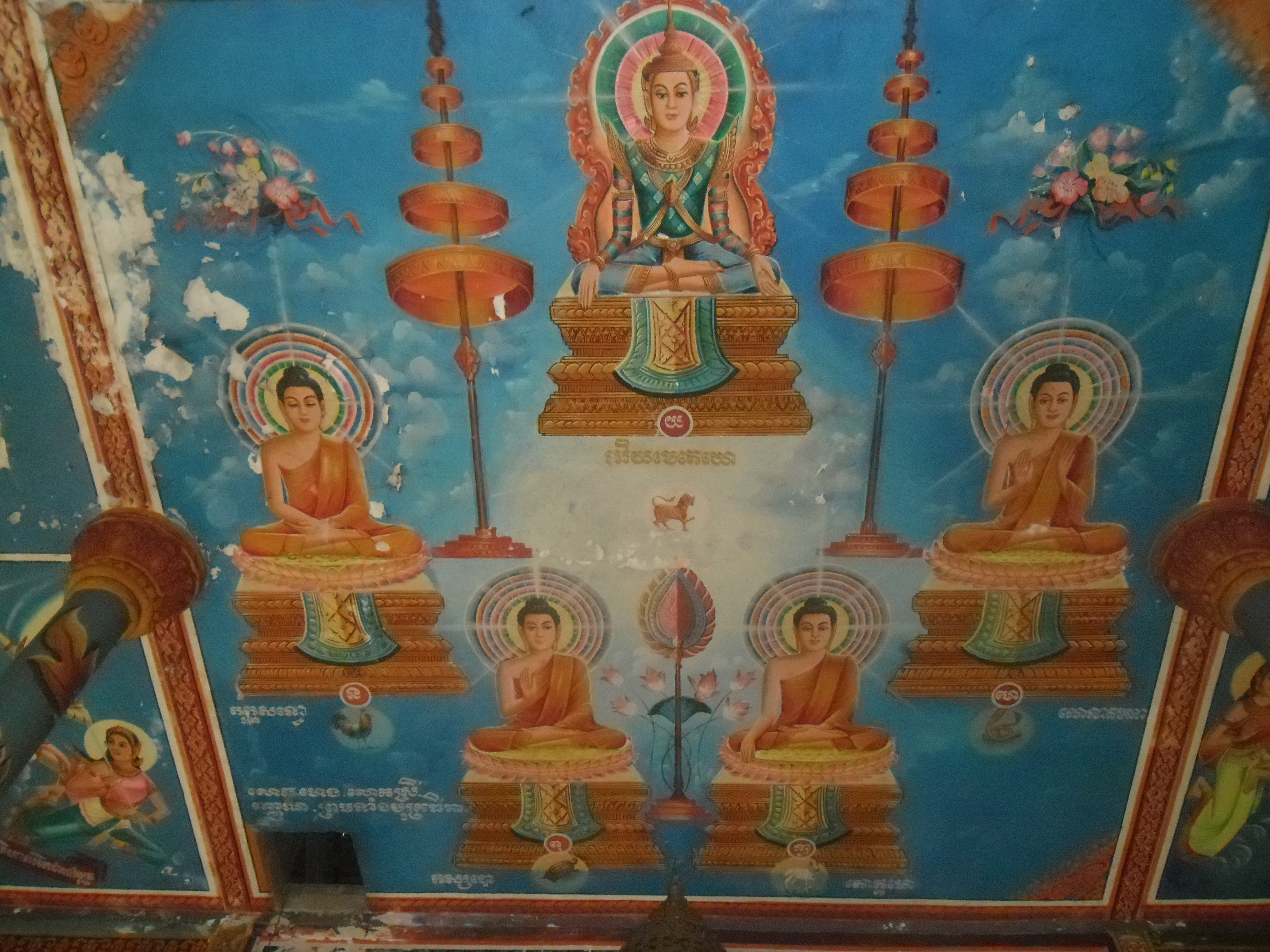
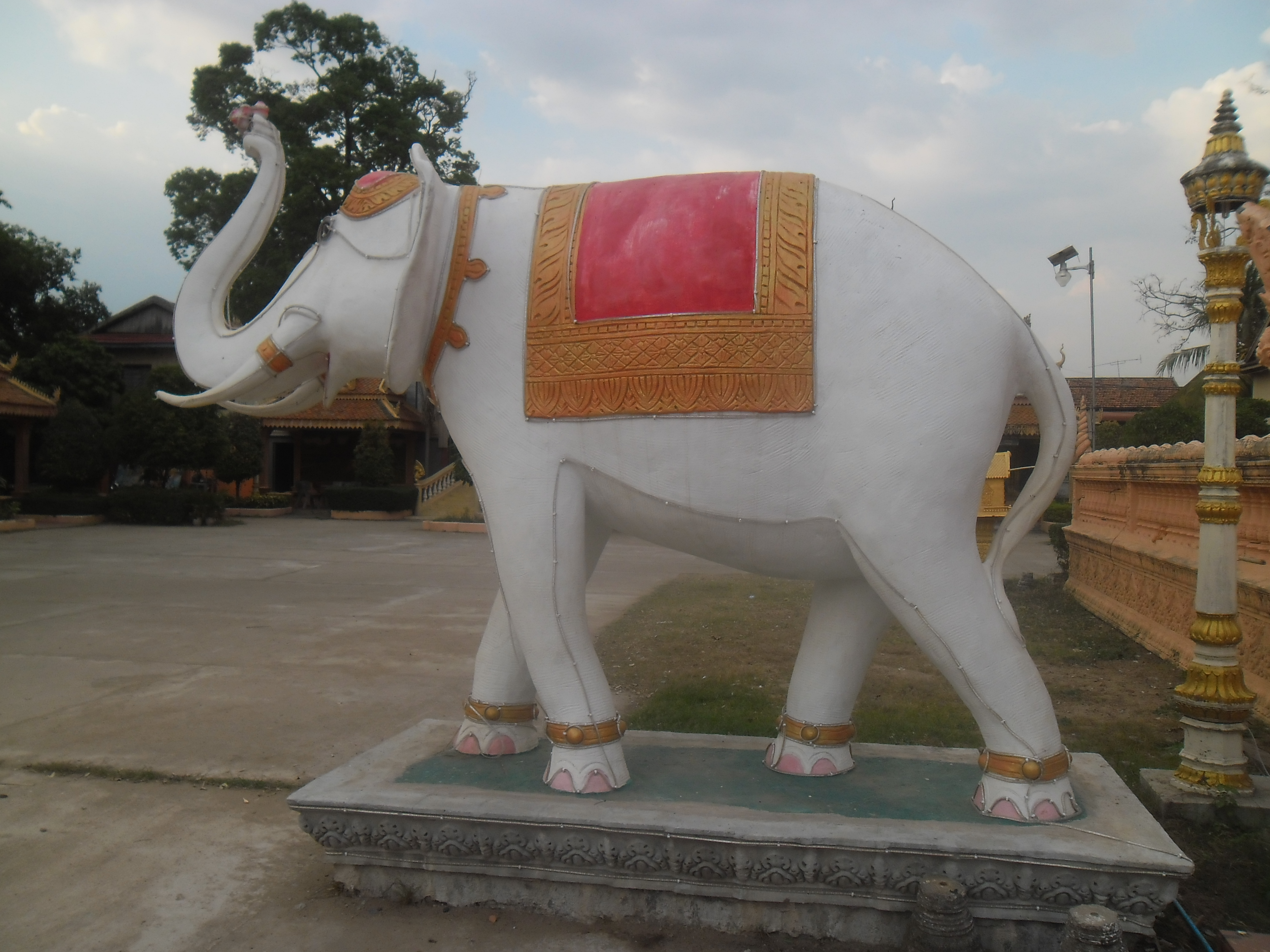
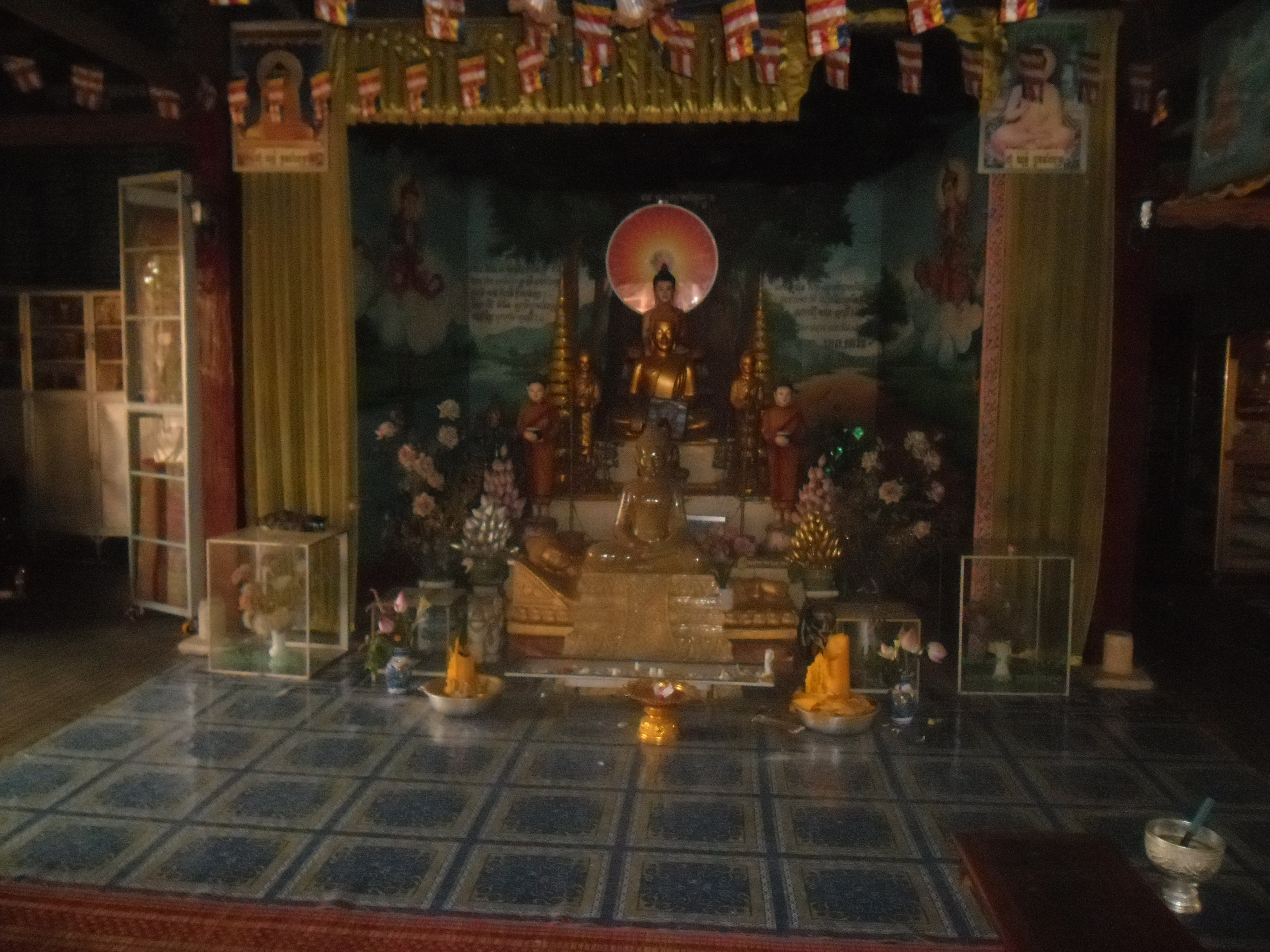
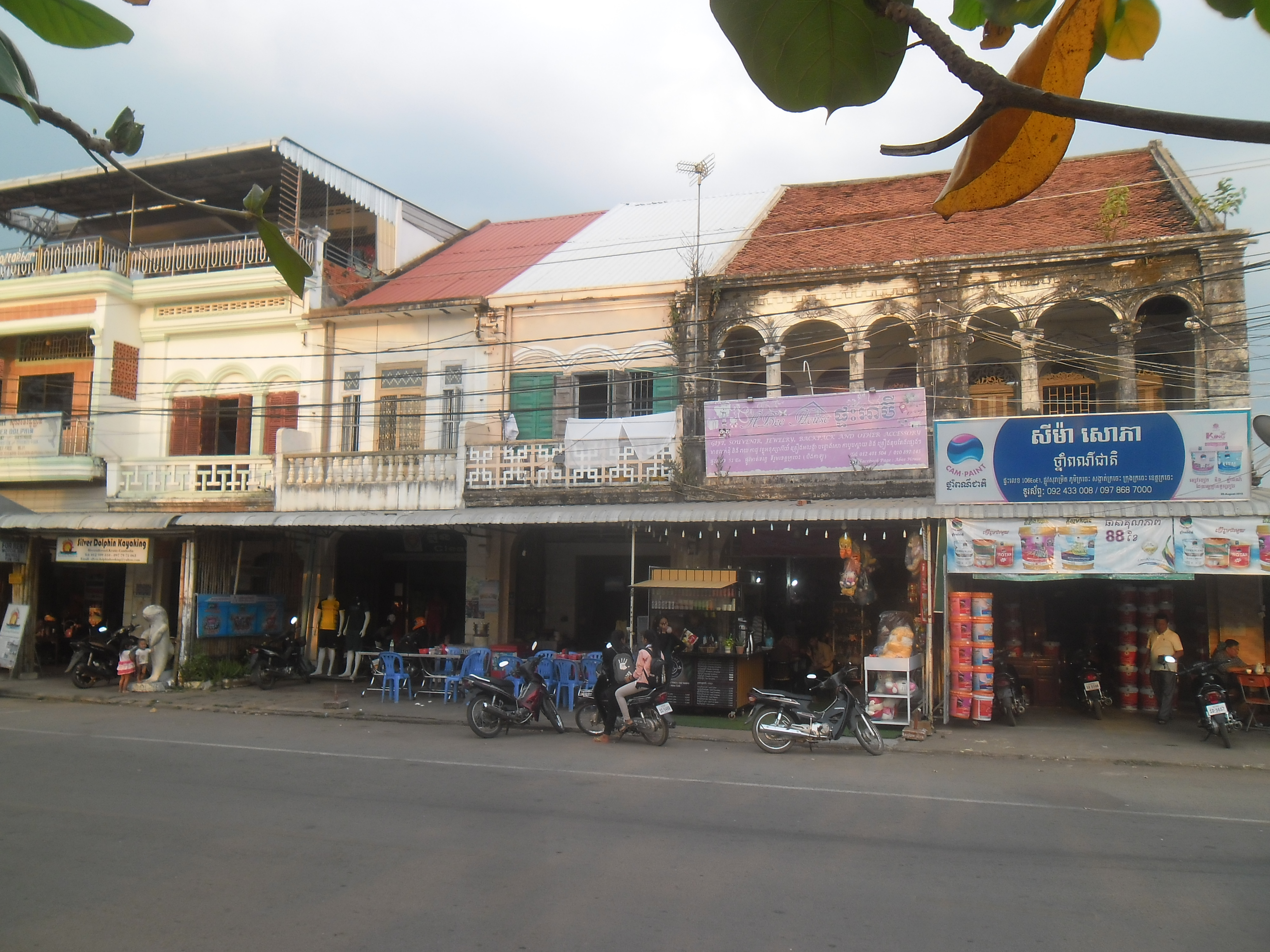
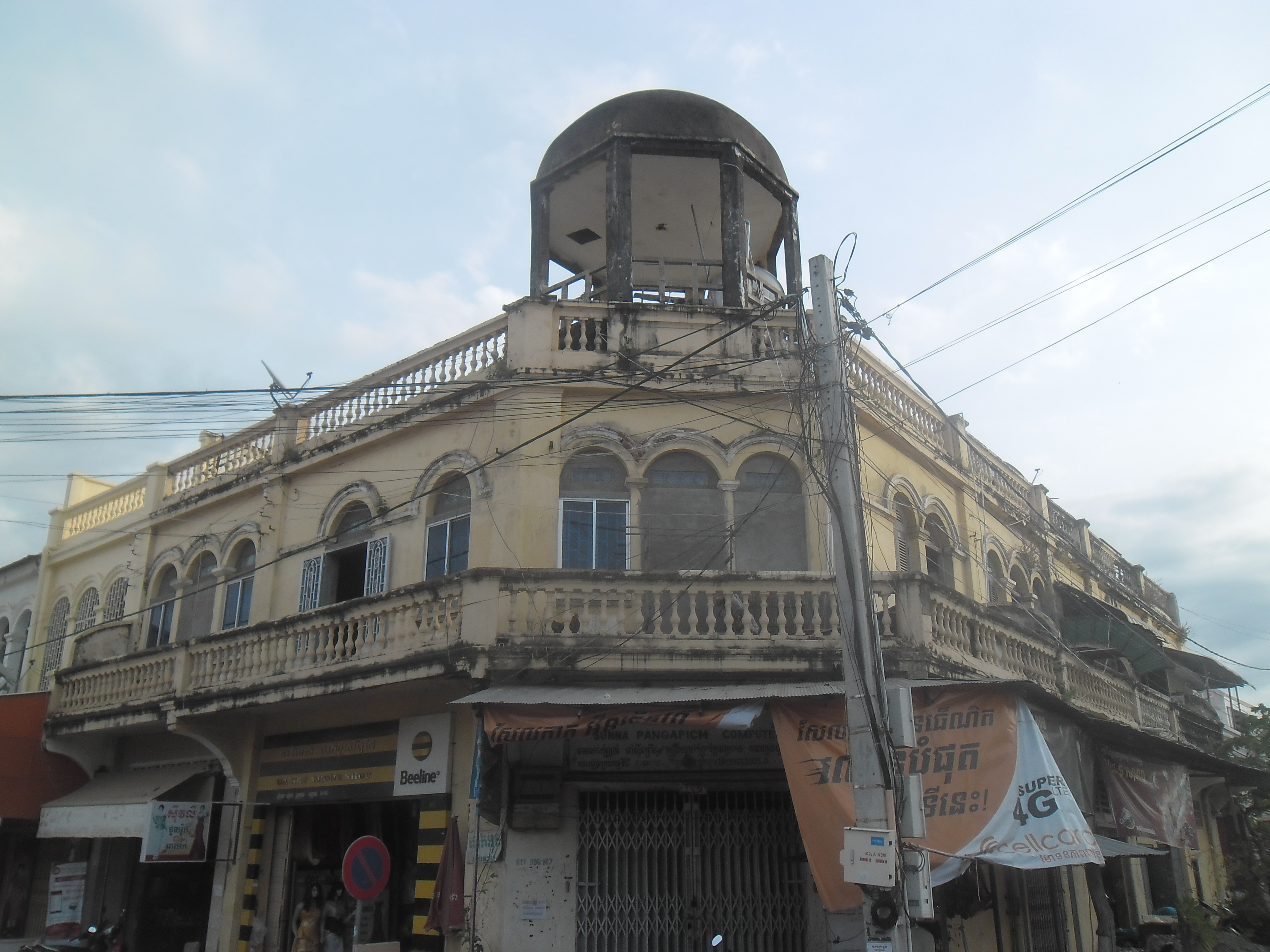
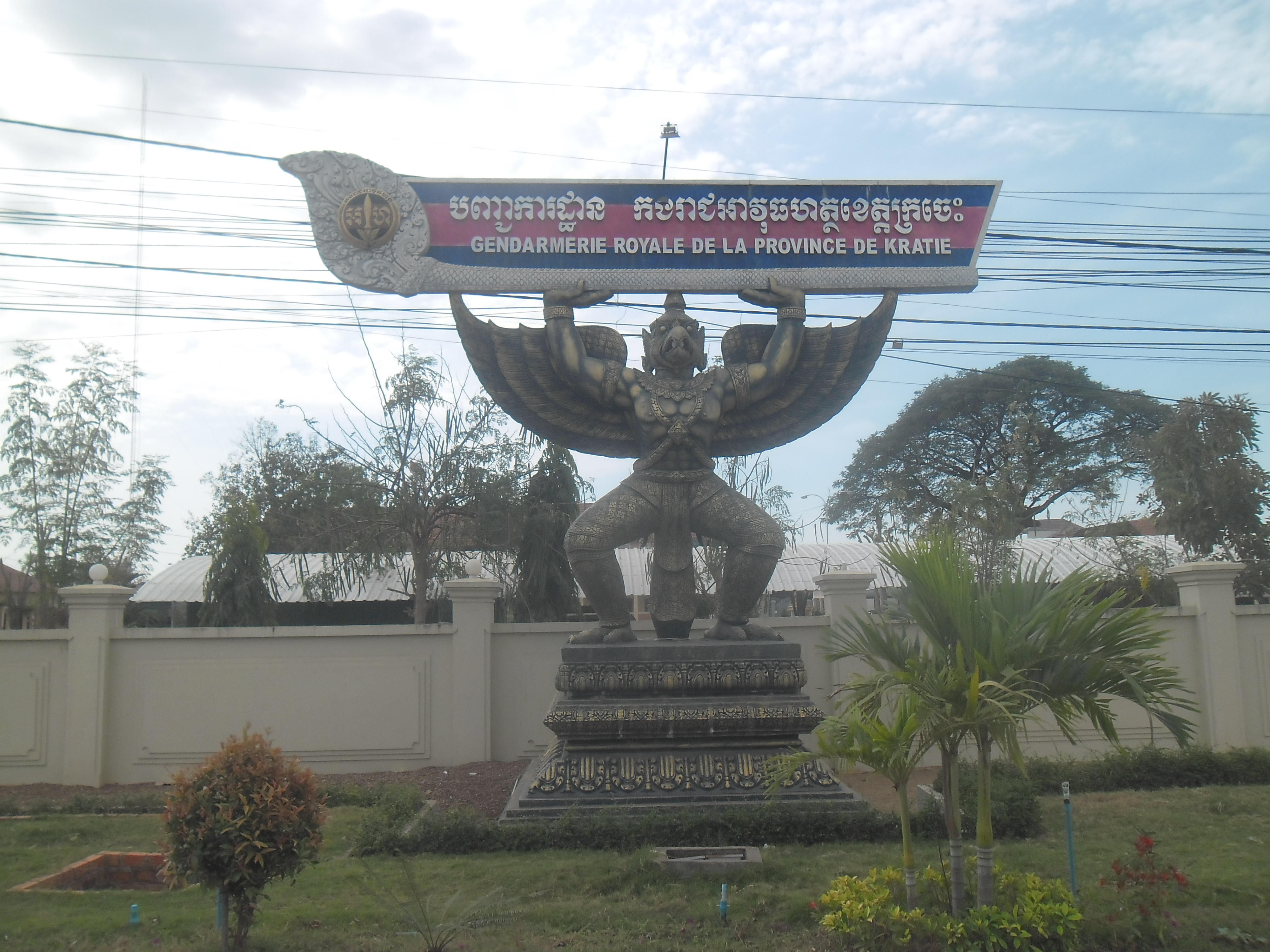
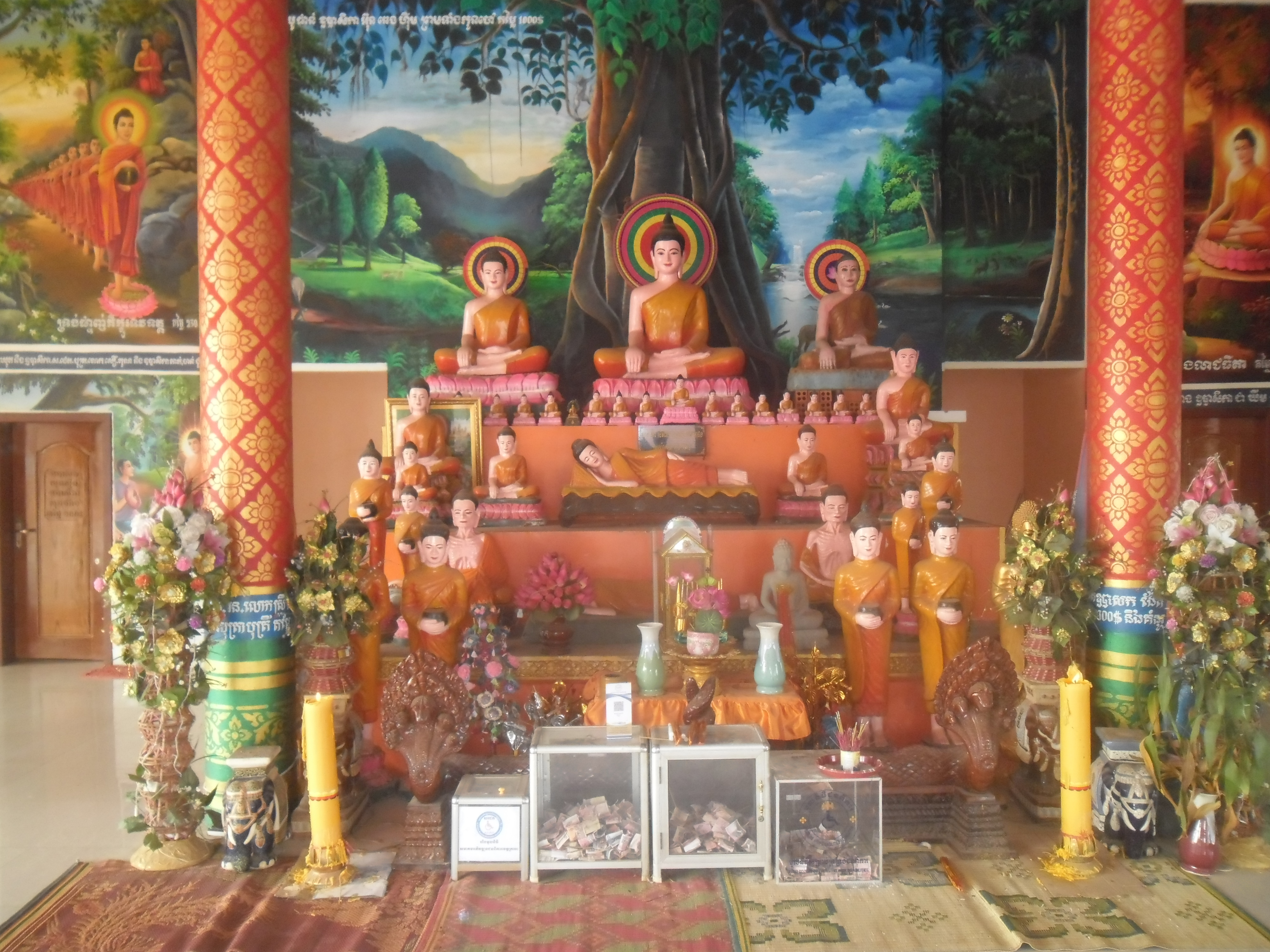
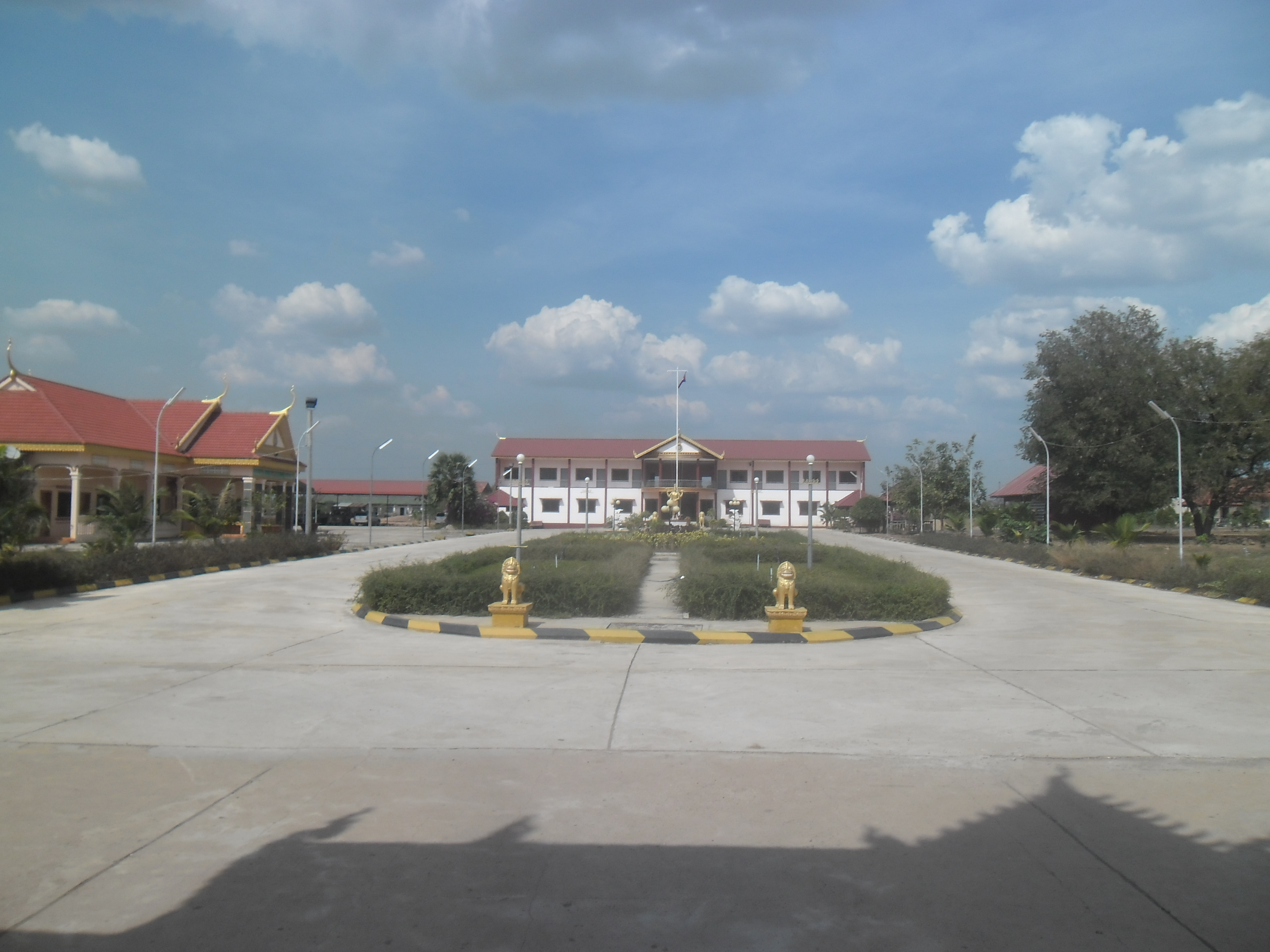